# Tambolo
Tambolo est une commune rurale située dans le département de Pô de la province du Nahouri dans la région du Centre-Sud au Burkina Faso.

## Géographie
Tambolo est situé à 6 km au Sud du centre-ville de Pô. La commune est traversée par la route nationale 5 allant vers la frontière entre le Burkina Faso et le Ghana.

## Santé et éducation
Les centres de soins les plus proches de Tambolo sont le centre médical (CMA) et les centres de santé et de promotion sociale (CSPS) de Pô.